# Karl-Ragnar Åström
Karl-Ragnar Åström, född 9 februari 1920 i Brännland, Umeå kommun, död 16 oktober 2001 i Umeå, var en svensk uppfinnare och företagare. Åström skapade den första svenska frontlastaren, och grundade Ålö AB.
Fadern Oscar Åström var lantbrukare och häradsdomare. Karl-Ragnar Åström intresserade sig för den nya tekniken, och såg möjligheterna att effektivisera jordbruket på gården som han 1940 övertog av föräldrarna. Han hade läst om amerikanska frontlastare, och tyckte att det var en smart uppfinning för lantbrukets tunga handlastning. På gården fanns en liten smedja för hembruk, där han år 1947 tillverkade Sveriges första frontlastaren som han kallade Snabbe, och ryktet om hans uppfinning gick från mun till mun. De första kunderna var grannar, och sedan deras bekanta i regionen. Inom två år startade Åström och en kompanjon, Alf Lövgren, ett företag för skapelsen, AB Ålö-Maskiner idag Ålö AB, och Åström kunde snart anställa arbetare. Till att börja med svetsade Åström fast den hydrauliska lyftanordningen på traktorerna, vilka på denna tid saknade hytt. Alf Lövgren lämnade snart verksamheten för att bli konkurrent vid AB Modigs verkstäder, som Åström köpte upp 1967.
Det skulle dröja tio år innan han uppfann världens första snabbkopplade frontlastare. Med den uppfinningen blev Ålö ett betydande exportföretag. Förutom själva frontlastaren tillverkade företaget tillbehör. Han köpte också upp Motorbolaget AB Umeå 1953.
Åström var chef för sitt företag till 1978. Företaget var då huvudsakligen inriktat på export. Han var medlem av Rotary. Åström är begravd på Backens kyrkogård i Umeå.